# Colanthura uncinata
Colanthura uncinata là một loài chân đều trong họ Paranthuridae. Loài này được Kensley miêu tả khoa học năm 1978.